# Ronald Brunlees McKerrow
Ronald Brunlees McKerrow est un bibliographe et historien de la littérature anglaise né à Putney (Surrey, Angleterre) le 12 décembre 1872 et mort à Picket Piece (Buckinghamshire, Angleterre) le 20 janvier 1940.

## Parcours
Ronald Brunless McKerrow est le fils d'un ingénieur et de la fille de Sir James Brunlee. Il suit de brillantes études au King's College de Londres puis à Trinity College, à Cambridge. D'abord professeur d'anglais à Tokyo (1897-1900), il approfondit sa connaissance des langues en apprenant le japonais. 
Une fois rentré à Londres, il devient éditeur chez Sidgwick and Jackson (1908) et membre de la Bibliographical Society (1912). Il entreprend alors des travaux de bibliographie et d'histoire du livre, donnant notamment Printers' and Publishers' Devices in England and Scotland, 1485-1640 (1913) et Title-Page Borders used in England and Scotland, 1485-1640 (avec Frederic Sutherland Ferguson) (1932). Il donne également une édition de Thomas Nash (1904-1910).
McKerrow enseigne l'anglais à King's College à partir de 1919 et fonde en 1925 la Review of English Studies. Il écrit publie surtout l'ouvrage pour lequel il est le plus connu, An Introduction to Bibliography for Literary Students (1927). Il passe par là de l'étude de la littérature à celle de la manière dont les textes étaient présentés aux lecteurs. Ce manuel fait référence jusqu'à la publication de celui de Philip Gaskell près de cinquante ans plus tard. Il est professeur de bibliographie à Cambridge (1928-1929) et reçoit la médaille d'or de la Bibliographical Society (1929).
Il met alors à profit ses connaissances en bibliographie matérielle pour donner une édition des œuvres de Shakespeare pour l'éditeur Clarendon Press. La mort l'empêche de mener à bien son projet mais il a néanmoins le temps de publier les Prolegomena for the Oxford Shakespeare (1939) où il expose les méthodes d'édition des textes anciens en se fondant sur des travaux bibliographiques et l'examen approfondi des éditions anciennes.
Membre de la British Academy (1932), docteur honoris causa de l'université de Louvain (1927), McKerrow est l'un des pères de la bibliographie matérielle. Il meurt en 1940.
Ses archives sont conservées à la bibliothèque de Trinity College, à Cambridge.

## Œuvres
- éd. de Thomas Nash, The Works of Thomas Nashe. Edited from the original texts by R. B. McKerrow, Londres : A. H. Bullen, 1904
- éd. de Thomas Dekker, The gull’s horn-book, Londres : De la More Press, 1904.
- éd. de Barnabe Barnes, The Divils Charter: a Tragædie conteining the Life and Death of Pope Alexander the sixt..., Louvain, 1904.
- A Dictionary of Printers and Booksellers in England, Scotland and Ireland, and of foreign printers of English books 1557-1640., Londres, 1910 (dir., pour la Bibliographical Society).
- Title-page Borders used in England & Scotland, 1485-1640, Londres, 1932 (avec F. S. Ferguson).
- An Introduction to Bibliography for Literary Students, Oxford : Clarendon Press, 1927
- Prolegomena for the Oxford Shakespeare, Oxford : Clarendon Press, 1939.
- Ronald Brunlees McKerrow : a Selection of his Essays, Metuchen : Scarecrow Press, 1974. (éd. John Phillip Immroth)